# Otrar

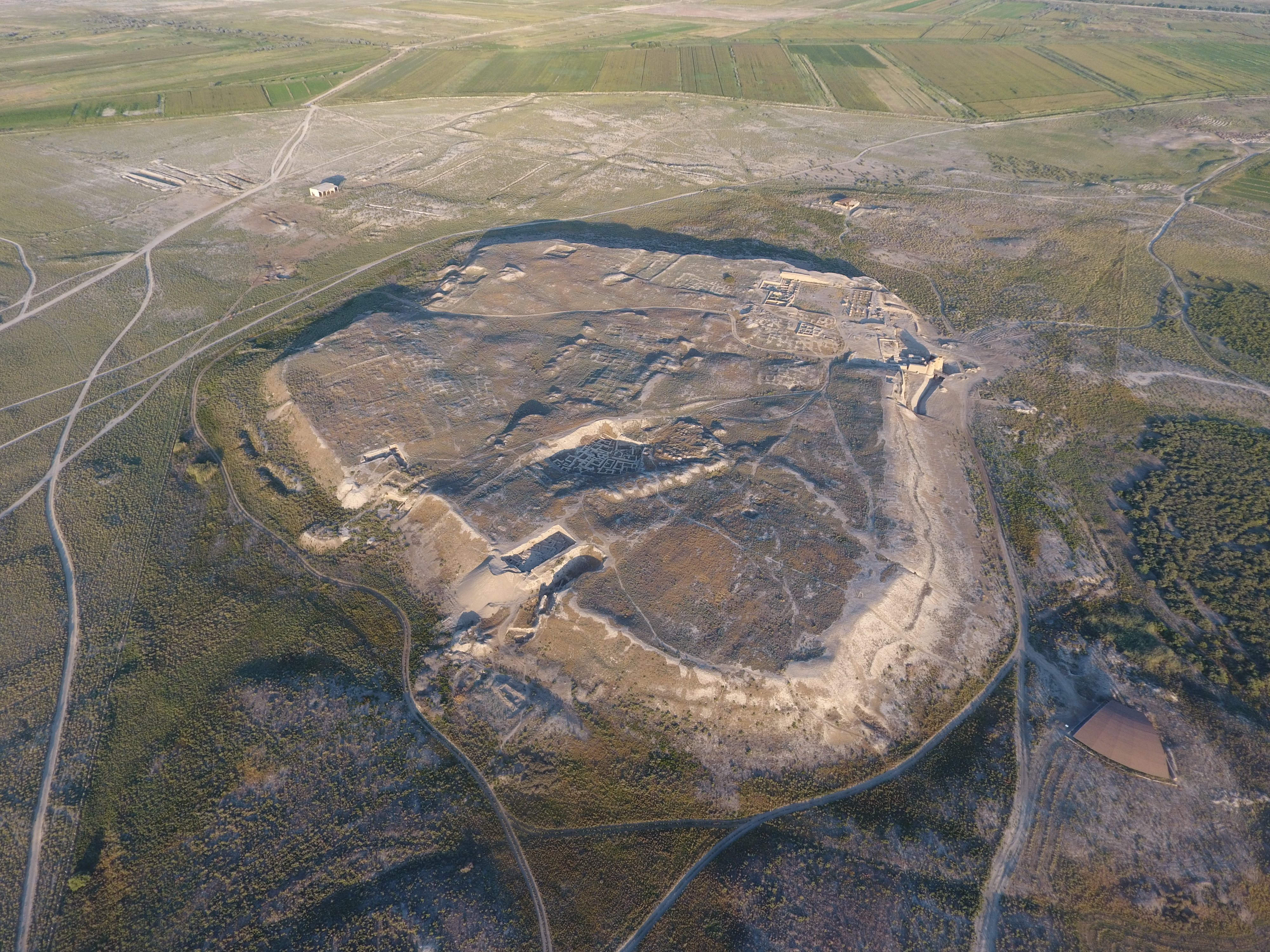
Otrar

Otrar (kazašsky Отырар), také jako Faráb, je oáza a zaniklé město v Jihokazašské oblasti Kazachstánu. Leží v údolí řeky Arys při jejím soutoku se Syrdarjou, 10 km západně od železniční stanice Timur, u vesnice Talapty, 57 jižně od města Turkestán, 120 km severozápadně od Šymkentu. V minulosti byla otrarská oáza významným obchodním střediskem na Hedvábné stezce.
Otrar je vlastně oáza, v níž vzniklo několik měst, největší z nich bylo známo jako také jako Tarband, Turarband, Turar, Faráb. V oáze se nalézala také města Kujruktobe, Kok-Mardan, Altyntobe, Mardan-Kuik. Rozkvět otrarské oázy připadá na období od 1. do 15. století, město bylo obýváno do 19. století.
Z města pocházela řada významných osobností, mezi jinými matematik a filosof Al-Fárábí, astronom a matematik Abbás Džaúcharí, lingvista a geograf Ischak al-Fárábí, žil zde súfijský mystik Arystan Bab, pohřbený v blízkém mauzoleu Arystan Baba. Roku 1405 zde, na pochodu do Číny, zemřel Tamerlán.